# Olympische Sommerspiele 2012/Leichtathletik – Hochsprung (Frauen)

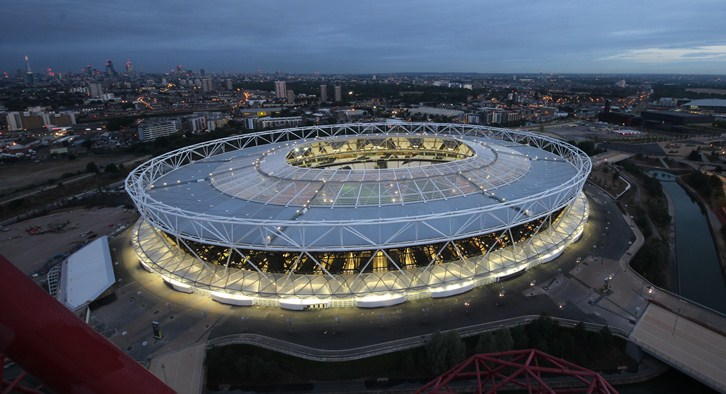
Das Olympiastadion von London im Jahr 2015

Der Hochsprung der Frauen bei den Olympischen Spielen 2012 in London wurde am 9. und 11. August 2012 im Olympiastadion London ausgetragen. 35 Athletinnen nahmen teil. 
Olympiasiegerin wurde die Russin Anna Tschitscherowa, die vor der US-Amerikanerin Brigetta Barrett gewann. Bronze ging an die Spanierin Ruth Beitia.
Deutschland wurde durch Ariane Friedrich vertreten, die in der Qualifikation scheiterte. Athletinnen aus der Schweiz, Österreich und Liechtenstein nahmen nicht teil.

## Aktuelle Titelträgerinnen
| Olympiasiegerin                      | Tia Hellebaut ( Belgien)              | 2,05 m | Peking 2008       |
| Weltmeisterin                        | Anna Tschitscherowa ( Russland)       | 2,03 m | Daegu 2011        |
| Europameisterin                      | Ruth Beitia ( Spanien)                | 1,97 m | Helsinki 2012     |
| Zentralamerika und Karibik-Meisterin | Levern Spencer ( St. Lucia)           | 1,82 m | Mayagüez 2011     |
| Südamerika-Meisterin                 | Marielys Rojas ( Venezuela)           | 1,80 m | Buenos Aires 2011 |
| Asienmeisterin                       | Zheng Xingjuan ( Volksrepublik China) | 1,92 m | Kōbe 2011         |
| Afrikameisterin                      | Lissa Labiche ( Seychellen)           | 1,86 m | Porto-Novo 2012   |
| Ozeanienmeisterin                    | Vianca du Toit ( Neuseeland)          | 1,71 m | Cairns 2012       |

## Bestehende Rekorde
| Weltrekord         | Stefka Kostadinowa ( Bulgarien) | 2,09 m | Rom, Italien                  | 30. August 1987 |
| Olympischer Rekord | Jelena Slessarenko ( Russland)  | 2,06 m | Finale OS Athen, Griechenland | 28. August 2004 |

Der bestehende olympische Rekord wurde bei diesen Spielen nicht erreicht. Die größte Höhe erzielte die russische Olympiasiegerin Anna Tschitscherowa, die im Finale am 11. August 2,05 m mit ihrem zweiten Versuch übersprang und damit diesen Rekord nur um einen Zentimeter verfehlte. Zum Weltrekord fehlten ihr vier Zentimeter.

## Doping
Die ursprünglich drittplatzierte Russin Swetlana Schkolina wurde im Februar 2019 nachträglich des Dopingmissbrauchs überführt. Ihre Bronzemedaille musste sie entsprechend zurückgeben.
Benachteiligt wurden in erster Linie zwei Athletinnen:
- Ruth Beitia, Spanien – Sie erhielt ihre Bronzemedaille erst mit einer langjährigen Verspätung und konnte nicht an der Siegerehrung teilnehmen.
- Antonia Stergiou, Griechenland – Sie wäre als nach der Qualifikation zwölftplatzierte Springerin im Finale dabei gewesen.

## Legende
Kurze Übersicht zur Bedeutung der Symbolik – so üblicherweise auch in sonstigen Veröffentlichungen verwendet:
| – | verzichtet   |
| o | übersprungen |
| x | ungültig     |

Anmerkungen:
- Alle Zeiten in diesem Beitrag sind nach Ortszeit London (UTC±0) angegeben.
- Alle Höhenangaben sind in Metern (m) notiert.

## Qualifikation
9. August 2012, 9:30 Uhr
Die Qualifikation wurde in zwei Gruppen durchgeführt. Die Qualifikationshöhe für das direkte Erreichen des Finales betrug 1,96 m. Da nur eine Springerin diese Höhe übersprang (hellblau unterlegt), wurde das Finalfeld mit den nächstbesten Athletinnen beider Gruppen mit elf Wettbewerberinnen (hellgrün unterlegt) aufgefüllt, um die Mindestanzahl von zwölf Finalteilnehmerinnen zu erreichen. So war das Finale schließlich mit mindestens im zweiten Versuch erzielten 1,93 m und ohne vorherigen Fehlsprung erreicht.
Nach der Höhe von 1,93 m waren bereits diejenigen zehn Springerinnen sicher qualifiziert, welche die Höhe im ersten oder zweiten Versuch und ohne vorige Fehlversuche bewältigt hatten. Diese verzichteten auf ihre Sprünge über 1,96 m. Ariane Friedrich, Svetlana Radzivil, Irina Gordejewa und Antonia Stergiu kämpften um die beiden verbleibenden Plätze, wobei nur Radzivil die Höhe übersprang und Gordejewa wegen der geringsten Anzahl von Fehlversuchen ebenfalls ins Finale kam.

### Gruppe A
| Platz | Name                | Nation              | 1,75 | 1,80 | 1,85 | 1,90 | 1,93 | 1,96 | Höhe |
| ----- | ------------------- | ------------------- | ---- | ---- | ---- | ---- | ---- | ---- | ---- |
| 1     | Ruth Beitia         | Spanien             | –    | –    | o    | o    | o    | –    | 1,93 |
| 1     | Anna Tschitscherowa | Russland            | –    | –    | o    | o    | o    | –    | 1,93 |
| 1     | Emma Green          | Schweden            | –    | –    | o    | o    | o    | –    | 1,93 |
| 1     | Melanie Melfort     | Frankreich          | o    | o    | o    | o    | o    | –    | 1,93 |
| 5     | Burcu Ayhan         | Türkei              | o    | o    | –    | xo   | o    | –    | 1,93 |
| 6     | Brigetta Barrett    | USA                 | o    | o    | o    | o    | xo   | –    | 1,93 |
| 6     | Airinė Palšytė      | Litauen             | o    | o    | o    | o    | xo   | –    | 1,93 |
| 8     | Ariane Friedrich    | Deutschland         | –    | –    | o    | o    | xxo  | xxx  | 1,93 |
| 9     | Olena Choloscha     | Ukraine             | –    | o    | o    | o    | xxx  |      | 1,90 |
| 10    | Zheng Xingjuan      | Volksrepublik China | –    | o    | o    | xxo  | xxx  |      | 1,90 |
| 11    | Nadiya Dusanova     | Usbekistan          | –    | o    | o    | xxx  |      |      | 1,85 |
| 11    | Esthera Petre       | Rumänien            | o    | o    | o    | xxx  |      |      | 1,85 |
| 13    | Deirdre Ryan        | Irland              | –    | o    | xo   | xxx  |      |      | 1,85 |
| 14    | Tonje Angelsen      | Norwegen            | –    | o    | xxo  | xxx  |      |      | 1,85 |
| 15    | Wanida Boonwan      | Thailand            | o    | o    | xxx  |      |      |      | 1,80 |
| 16    | Dương Thị Việt Anh  | Vietnam             | –    | o    | xxx  |      |      |      | 1,80 |
| 16    | Oldřiška Marešová   | Tschechien          | o    | o    | xxx  |      |      |      | 1,80 |

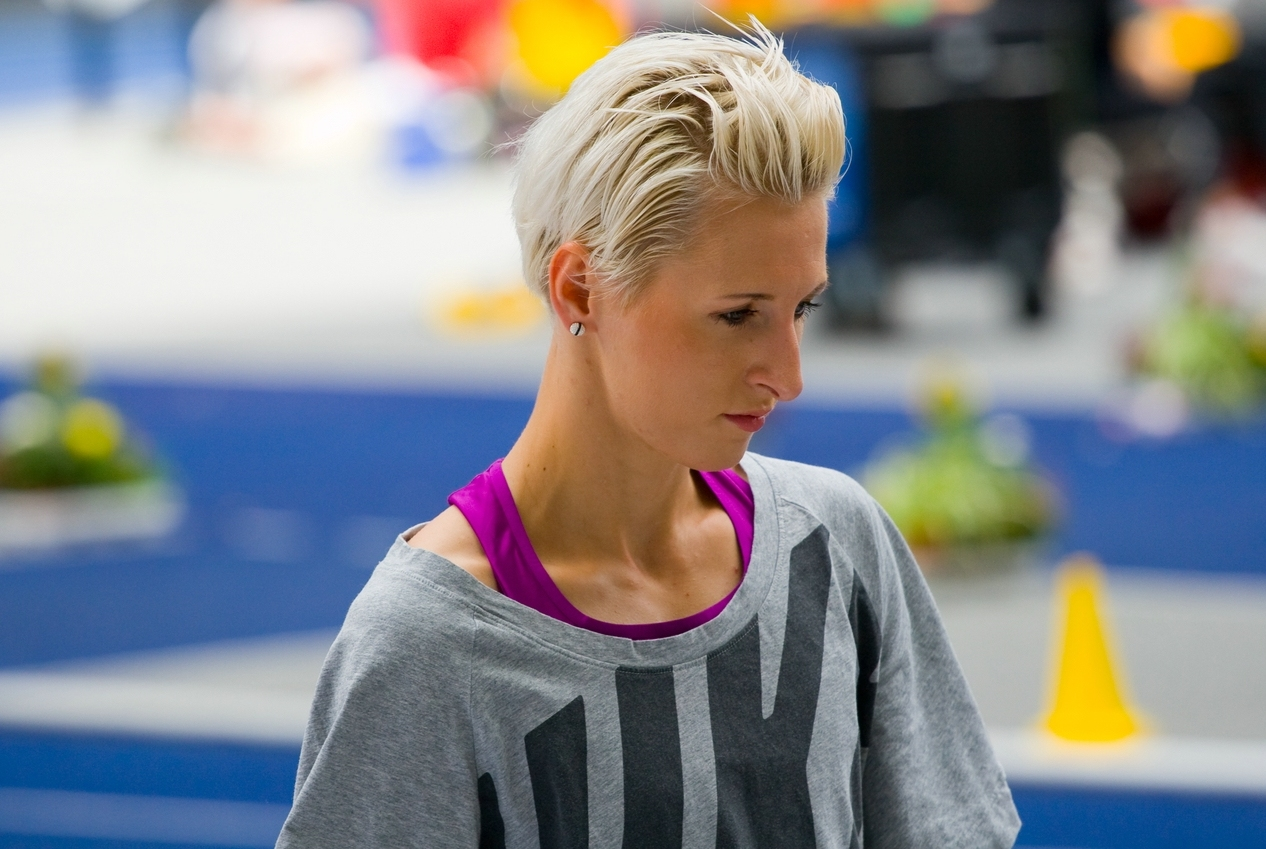
Ariane Friedrich – ausgeschieden
mit 1,93 m

Weitere in Qualifikationsgruppe A ausgeschiedene Hochspringerinnen:

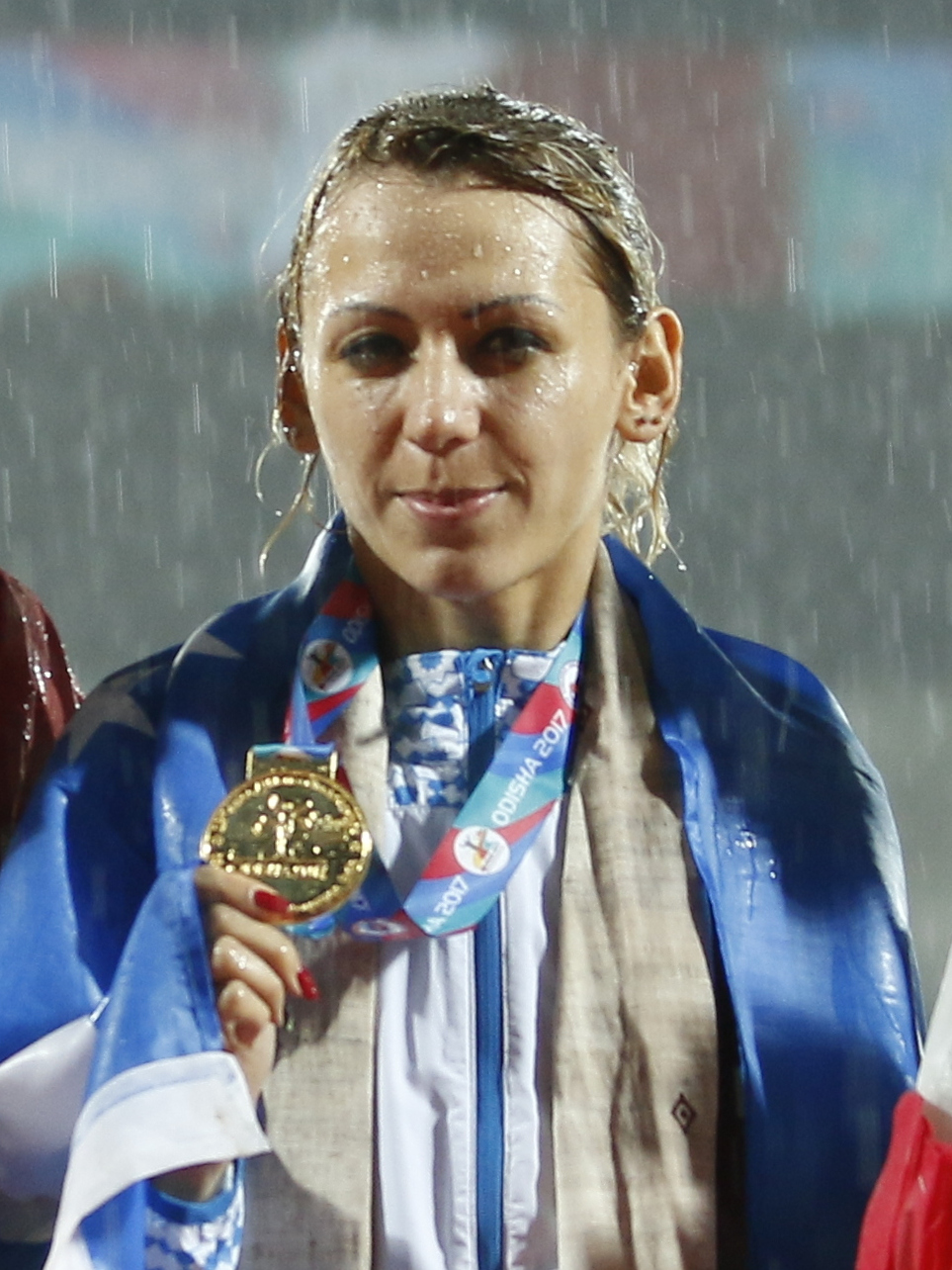
Nadiya Dusanova – 1,85 m
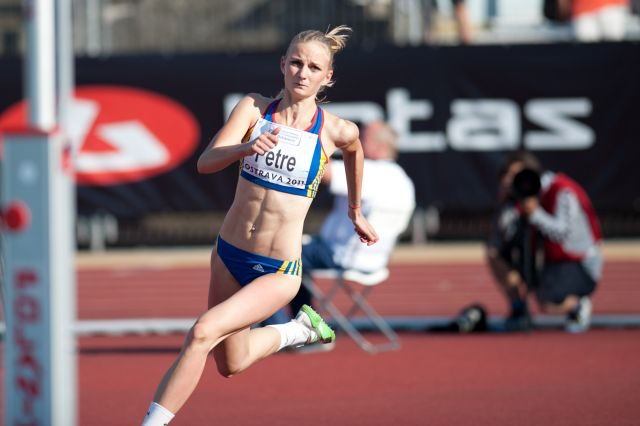
Esthera Petre – 1,85 m
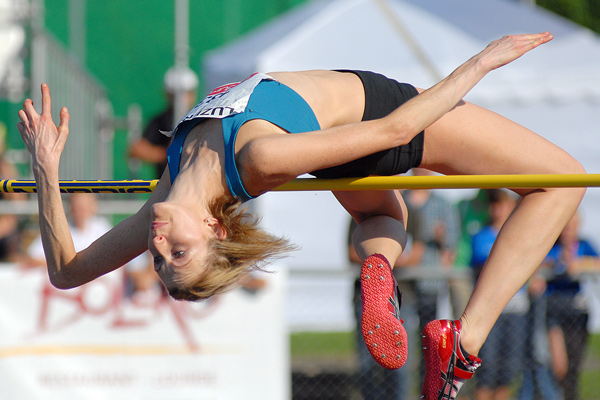
Deirdre Ryan – 1,85 m
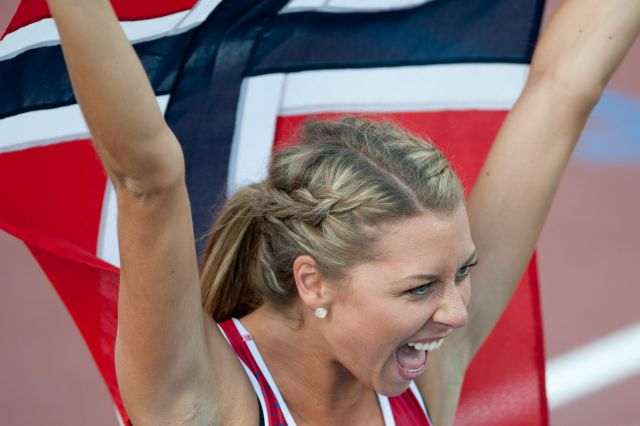
Tonje Angelsen – 1,85 m
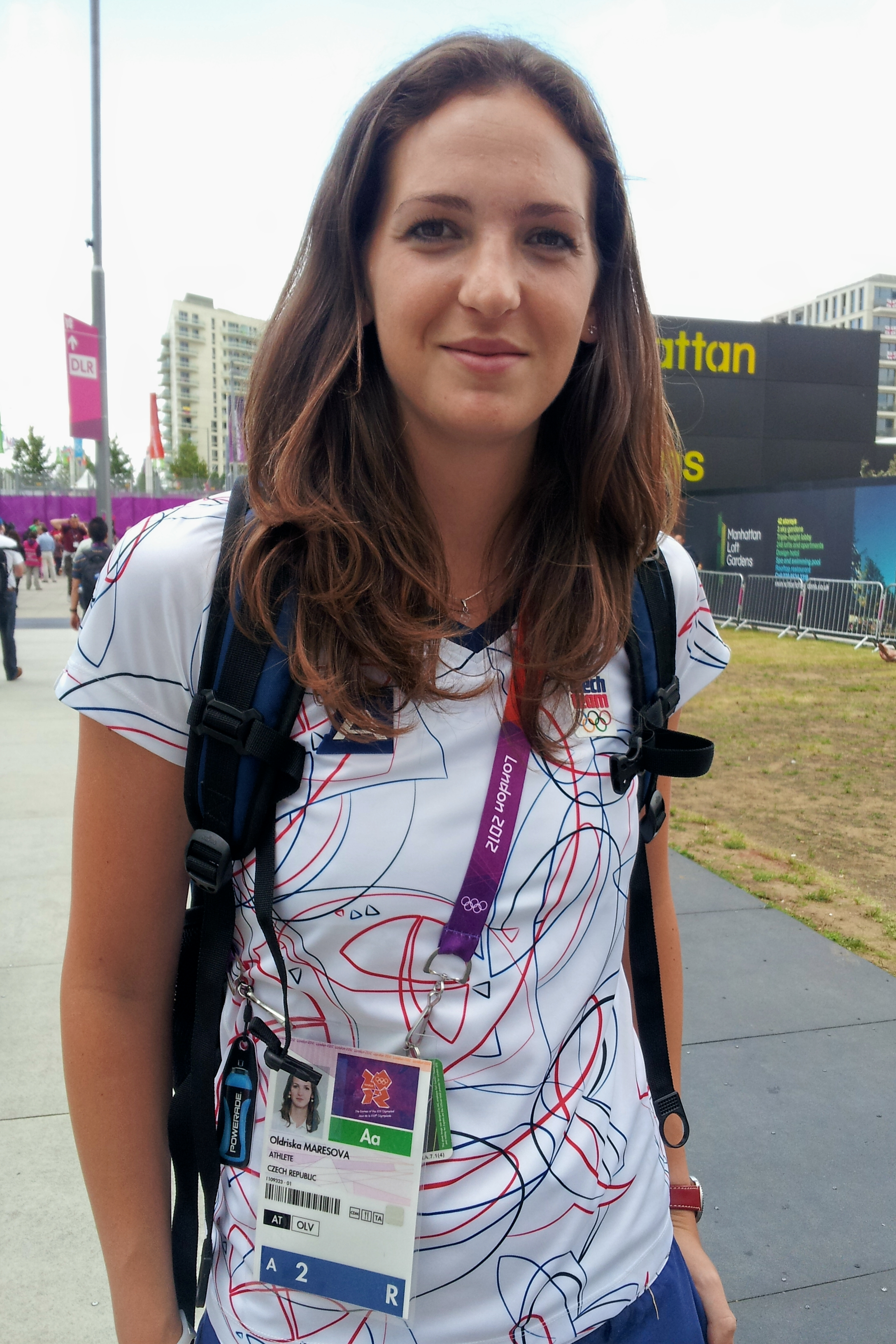
Oldřiška Marešová – 1,80 m

### Gruppe B

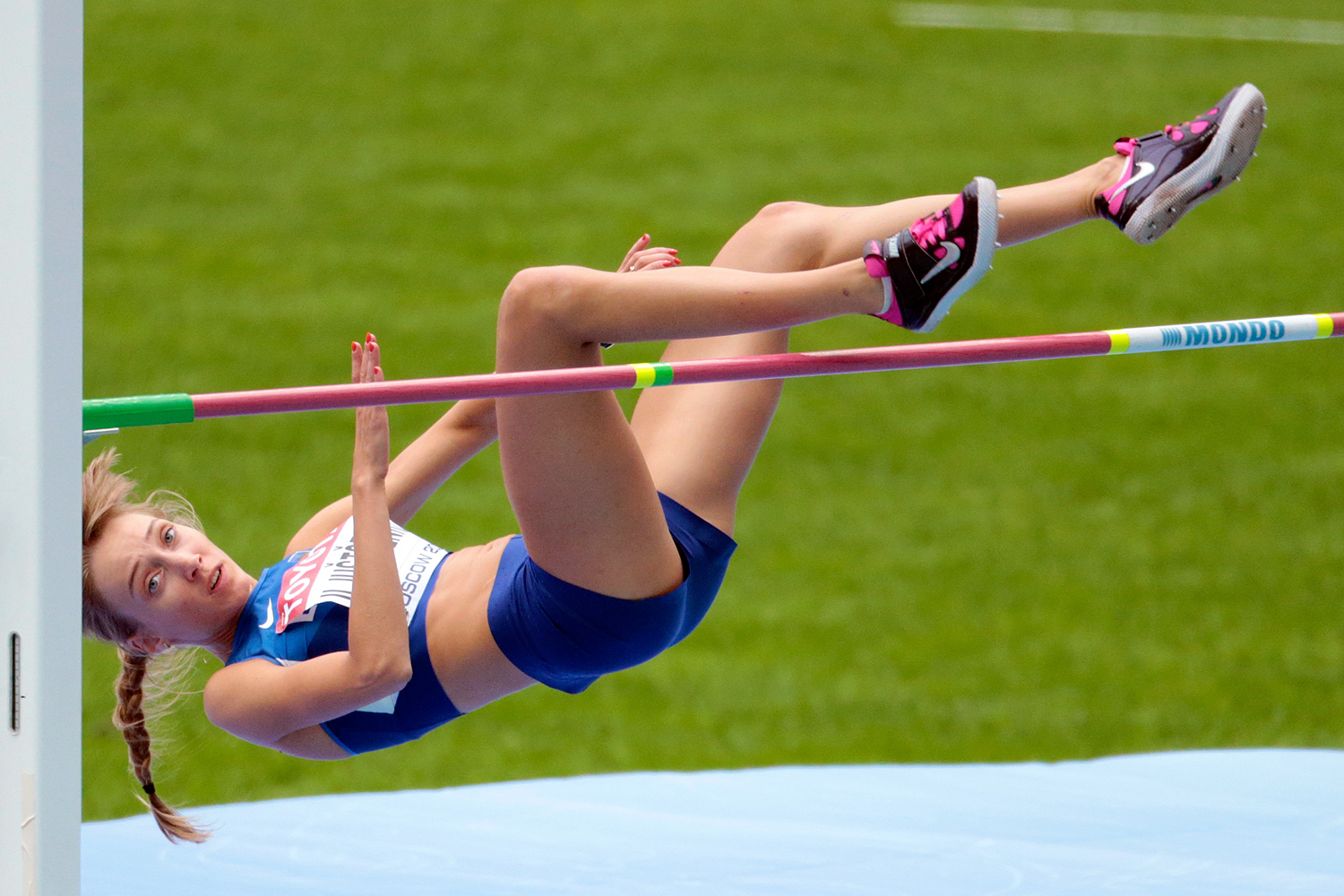
Anna Iljuštšenko – ausgeschieden mit 1,90 m
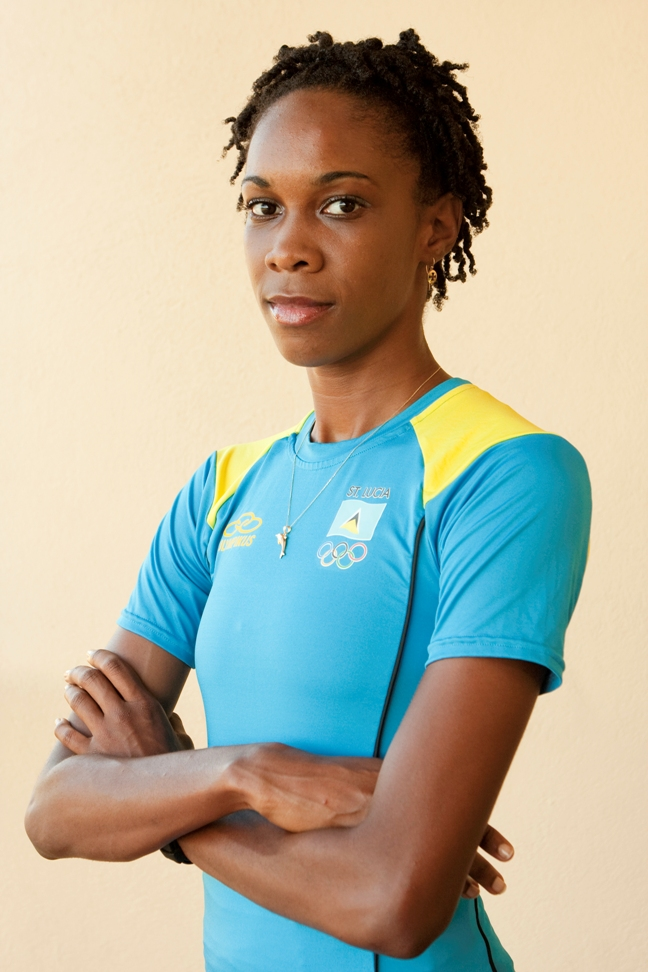
Levern Spencer – ausgeschieden mit 1,90 m

| Platz | Name                    | Nation       | 1,75 | 1,80 | 1,85 | 1,90 | 1,93 | 1,96 | Höhe | Anmerkung                              |
| ----- | ----------------------- | ------------ | ---- | ---- | ---- | ---- | ---- | ---- | ---- | -------------------------------------- |
| 1     | Svetlana Radzivil       | Usbekistan   | o    | o    | o    | o    | xxo  | o    | 1,96 |                                        |
| 2     | Tia Hellebaut           | Belgien      | –    | –    | o    | o    | o    | –    | 1,93 |                                        |
| 2     | Chaunté Lowe            | USA          | –    | o    | o    | o    | o    | –    | 1,93 |                                        |
| 4     | Irina Gordejewa         | Russland     | –    | o    | o    | o    | xo   | xx-  | 1,93 |                                        |
| 5     | Antonia Stergiou        | Griechenland | o    | xo   | o    | xxo  | xo   | xxx  | 1,93 | eigentlich für das Finale qualifiziert |
| 6     | Anna Iljuštšenko        | Estland      | –    | o    | o    | o    | xxx  |      | 1,90 |                                        |
| 7     | Doreen Amata            | Nigeria      | –    | o    | x-   | o    | xxx  |      | 1,90 |                                        |
| 8     | Levern Spencer          | St. Lucia    | –    | o    | xo   | xxo  | xxx  |      | 1,90 |                                        |
| 9     | Amy Acuff               | USA          | o    | o    | o    | xxx  |      |      | 1,85 |                                        |
| 9     | Ebba Jungmark           | Schweden     | –    | o    | o    | xxx  |      |      | 1,85 |                                        |
| 9     | Lissa Labiche           | Seychellen   | o    | o    | o    | xxx  |      |      | 1,85 |                                        |
| 9     | Lesyani Mayor           | Kuba         | o    | o    | o    | xxx  |      |      | 1,85 |                                        |
| 9     | Wenelina Wenewa-Mateewa | Bulgarien    | –    | o    | o    | xxx  |      |      | 1,85 |                                        |
| 14    | Sahana Kumari           | Indien       | –    | o    | xxx  |      |      |      | 1,80 |                                        |
| 14    | Ana Šimić               | Kroatien     | –    | o    | xxx  |      |      |      | 1,80 |                                        |
| 16    | Wita Stjopina           | Ukraine      | xo   | xo   | xxx  |      |      |      | 1,80 |                                        |
| NM    | Marina Aitowa           | Kasachstan   | xxx  |      |      |      |      |      | ogV  |                                        |
| DOP   | Swetlana Schkolina      | Russland     | –    | –    | o    | o    | o    | –    | 1,93 | für das Finale zugelassen              |

Weitere in Qualifikationsgruppe B ausgeschiedene Hochspringerinnen:

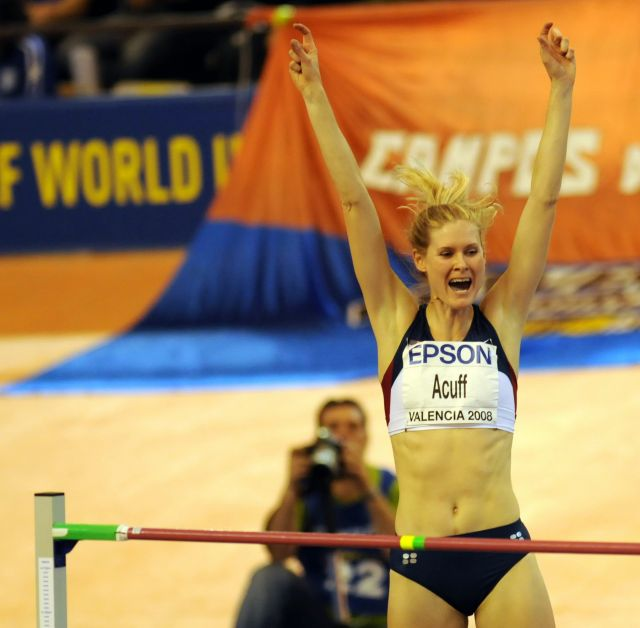
Amy Acuff – 1,85 m
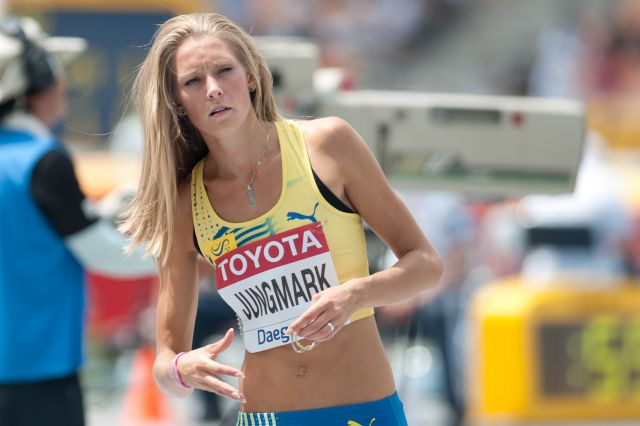
Ebba Jungmark – 1,85 m
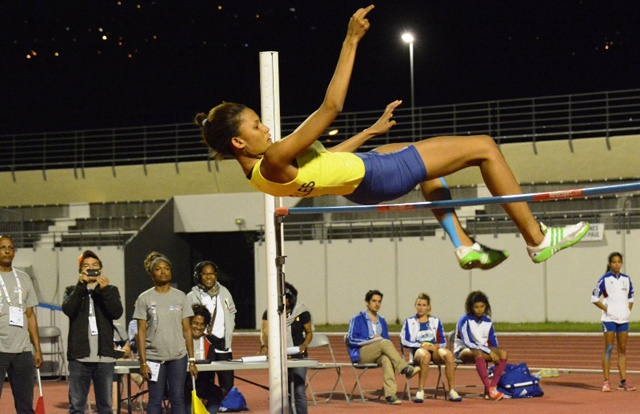
Lissa Labiche – 1,85 m

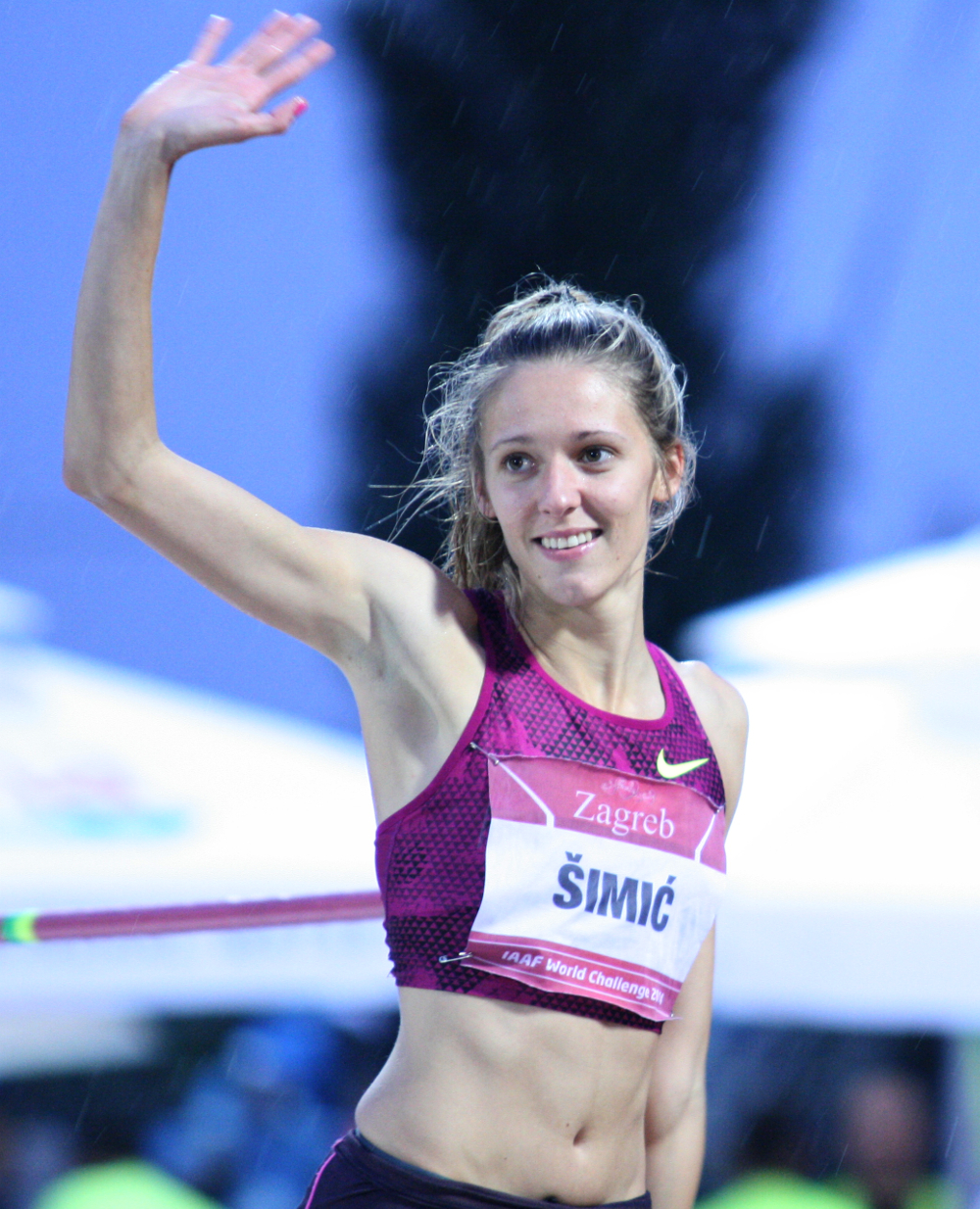
Ana Šimić – 1,80 m
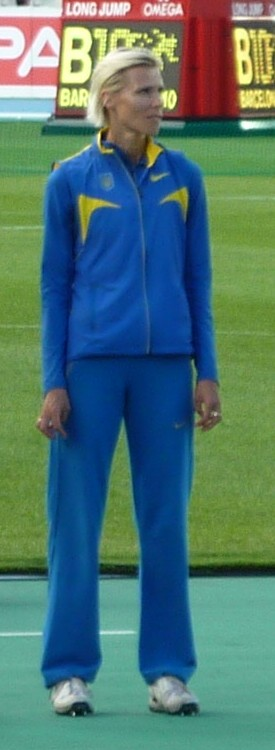
Wita Stjopina – 1,80 m
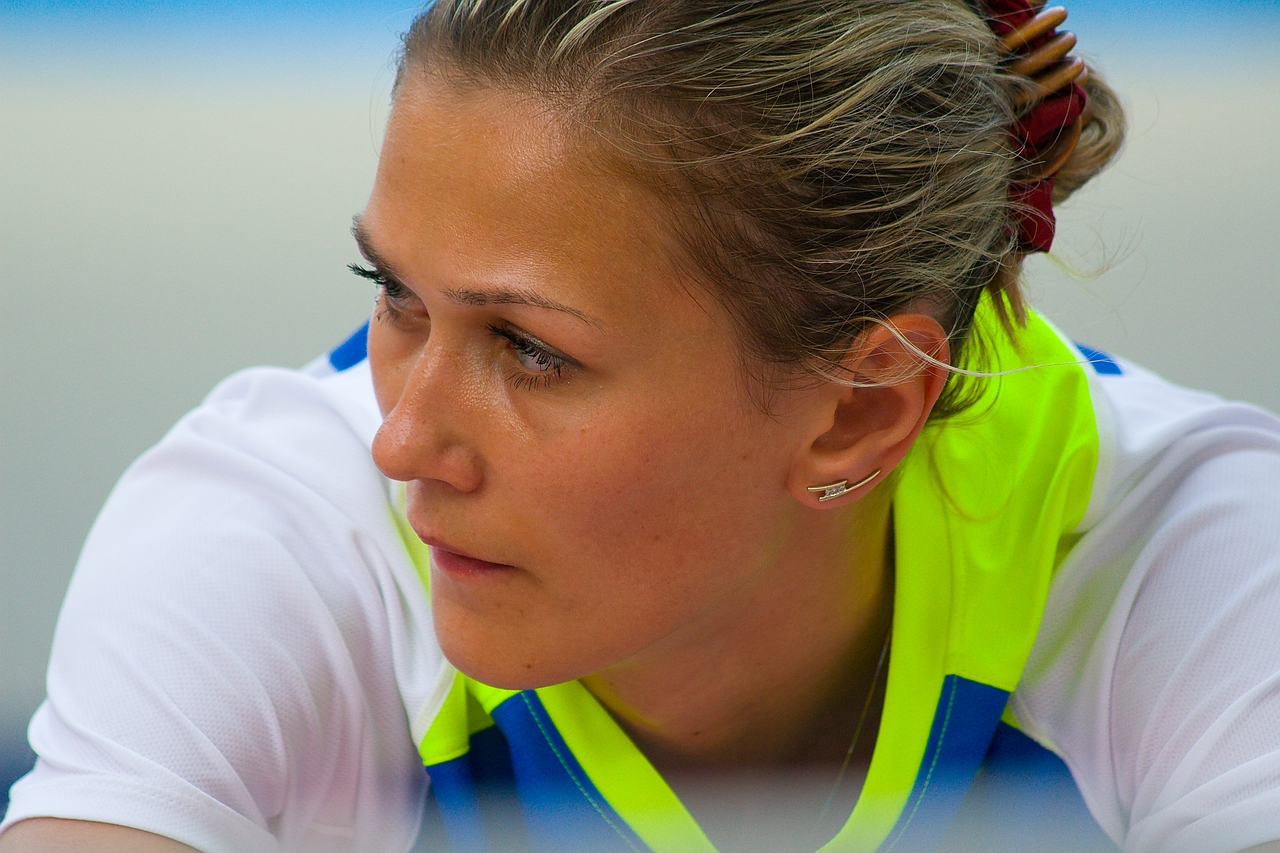
Marina Aitowa – ohne gültigen Versuch

## Finale
11. August 2012, 19:00 Uhr
| Platz | Name                | Nation     | 1,89 | 1,93 | 1,97 | 2,00 | 2,03 | 2,05 | Höhe | Bemerkung |
| ----- | ------------------- | ---------- | ---- | ---- | ---- | ---- | ---- | ---- | ---- | --------- |
| 1     | Anna Tschitscherowa | Russland   | o    | o    | o    | o    | o    | xo   | 2,05 |           |
| 2     | Brigetta Barrett    | USA        | o    | o    | xo   | xo   | xo   | xxx  | 2.03 |           |
| 3     | Ruth Beitia         | Spanien    | o    | o    | xo   | o    | xxx  |      | 2,00 |           |
| 4     | Tia Hellebaut       | Belgien    | o    | xxo  | o    | xxx  |      |      | 1,97 |           |
| 5     | Chaunté Lowe        | USA        | o    | o    | xo   | xxx  |      |      | 1,97 |           |
| 6     | Svetlana Radzivil   | Usbekistan | o    | xxo  | xxo  | xxx  |      |      | 1,97 |           |
| 7     | Emma Green          | Schweden   | xo   | o    | xxx  |      |      |      | 1,93 |           |
| 8     | Melanie Melfort     | Frankreich | o    | xo   | xxx  |      |      |      | 1,93 |           |
| 9     | Irina Gordejewa     | Russland   | o    | xxo  | xxx  |      |      |      | 1,93 |           |
| 10    | Airinė Palšytė      | Litauen    | o    | xxx  |      |      |      |      | 1,89 |           |
| 11    | Burcu Ayhan         | Türkei     | xxo  | xxx  |      |      |      |      | 1,89 |           |
| DOP   | Swetlana Schkolina  | Russland   | o    | o    | o    | o    | xxo  | xxx  | 2,03 | [ 2 ]     |

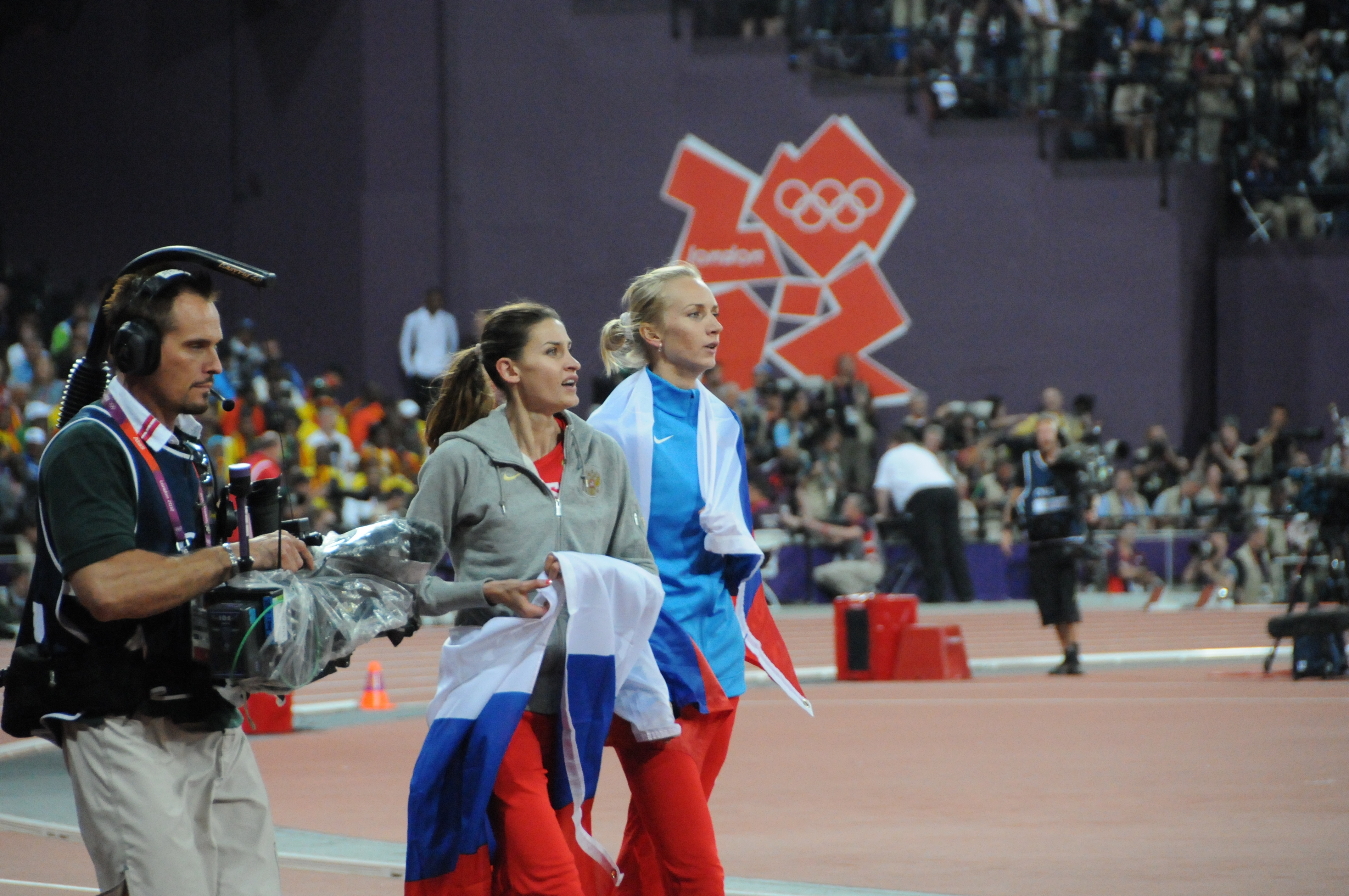
Nach dem Wettkampf: Anna Tschitscherowa (vorne, Gold), neben ihr die gedopte Swetlana Schkolina (hier noch als vermeintliche Bronzemedaillengewinnerin)

Für das Finale hatten sich zwölf Athletinnen qualifiziert. Im Finale kämpften drei Russinnen (darunter eine gedopte Wettbewerberin), zwei US-Amerikanerinnen und je eine Athletin aus Belgien, Frankreich, Litauen, Schweden, Spanien, der Türkei und Usbekistan um die Medaillen.
Nach der verletzungsbedingten Absage der Kroatin Blanka Vlašić fiel die Favoritenrolle der russischen Weltmeisterin Anna Tschitscherowa zu. Als ihre stärkste Konkurrentin galt die US-Athletin Chaunté Lowe. Die belgische Olympiasiegerin von 2008 Tia Hellebaut war auch im Finale dabei, doch wurden ihr diesmal kaum Medaillenchancen eingeräumt.
Sieben Athletinnen waren nach der dritten Höhe von 1,97 m noch im Wettbewerb. Neben Hellebaut, Lowe und Tschitscherowa waren noch Brigetta Barrett aus den USA, die gedopte Russin Swetlana Schkolina, die Usbekin Svetlana Radzivil und die Spanierin Ruth Beitia dabei. Hellebaut, Lowe und Radzivil scheiterten an der Höhe von 2,00 m. Die beiden Russinnen lagen ohne vorherigen Fehlversuch in Führung vor Beitia, die einen Fehlsprung bei 1,97 m hatte. Den zwischenzeitlichen Platz vier belegte Barrett mit zwei Fehlversuchen.
Die Latte wurde auf 2,03 m gelegt. Beitia riss dreimal und schied damit aus. Tschitscherowa nahm die Höhe im ersten, Barrett im zweiten und Schkolina im dritten Versuch. Damit hatte sich Barrett vor Schkolina geschoben. Die nächste Höhe war jetzt 2,05 m. Tschitscherowa übersprang sie im zweiten Versuch, ihre beiden Konkurrentinnen rissen jeweils dreimal. Damit war Anna Tschitscherowa Olympiasiegerin. Den olympischen Rekord ihrer Landsfrau Jelena Slessarenko aus dem Jahr 2004 verfehlte sie nur um einen Zentimeter. Silber ging an Brigetta Barrett und Bronze zunächst an Swetlana Schkolina, die beide 2,03 m erzielt hatten, Barrett allerdings einen Versuch früher als Schkolina. Auch Ruth Beitia bewältigte noch die 2-Meter-Marke und belegte damit Rang vier, was ihr jedoch nach der dopingbedingten Disqualifikation von Schkolina (siehe Abschnitt "Doping" oben) die Bronzemedaille einbrachte. Tia Hellebaut kam im offiziellen Endklassement auf Platz vier und Chaunté Lowe auf Platz fünf. Diese beiden hatten 1,97 m zu Buche stehen. Auch der Usbekin Svetlana Radzivil gelangen 1,97 m und sie wurde Sechste.

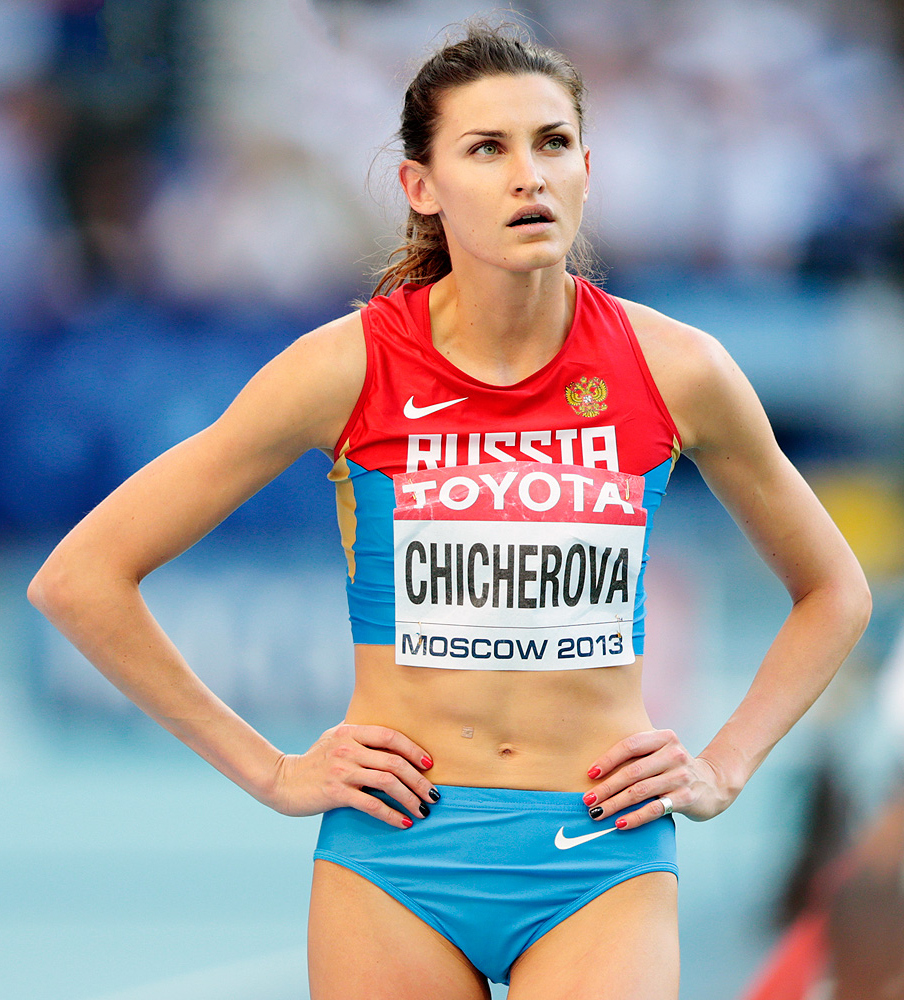
Olympiasiegerin Anna Tschitscherowa
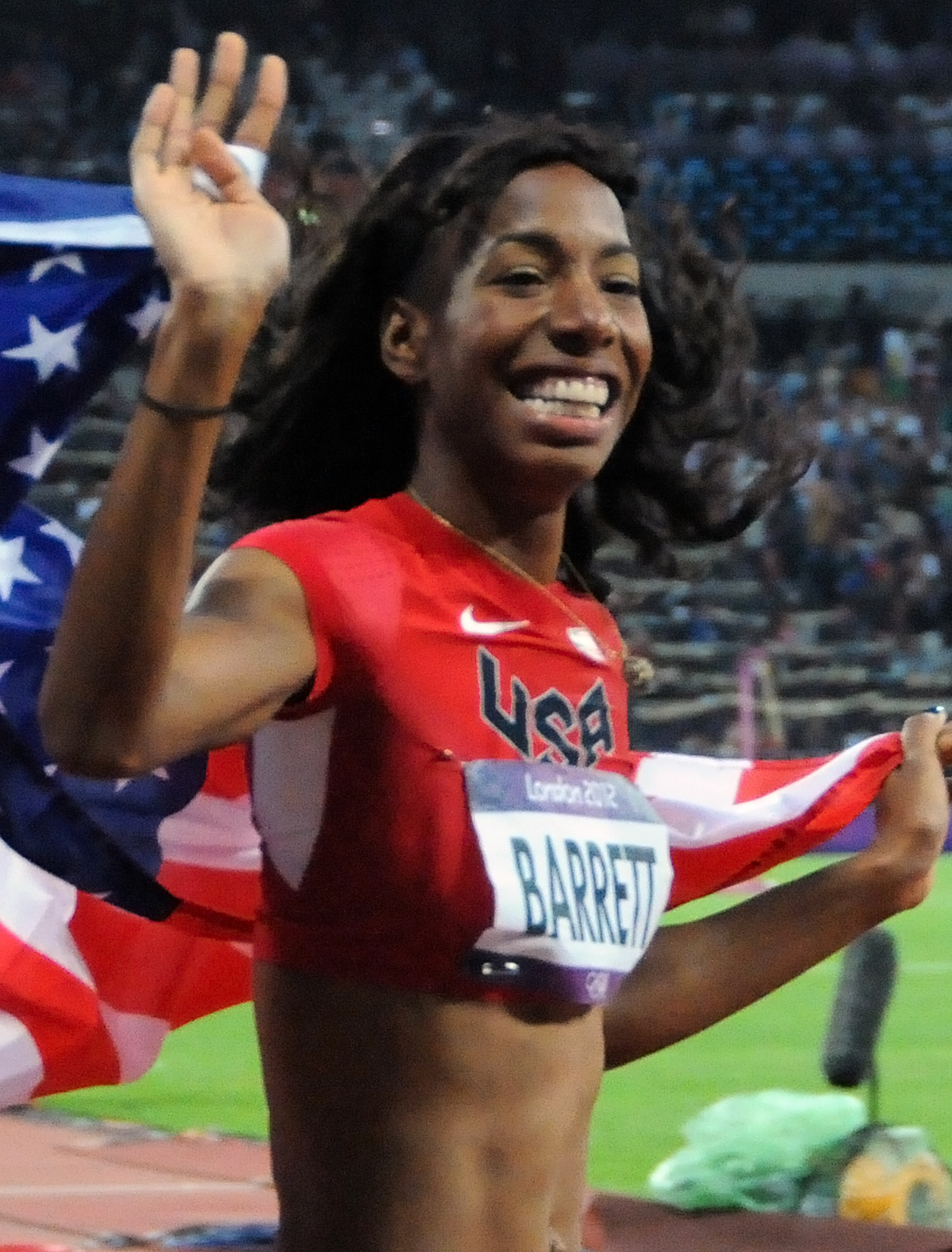
Silbermedaillengewinnerin Brigetta Barrett
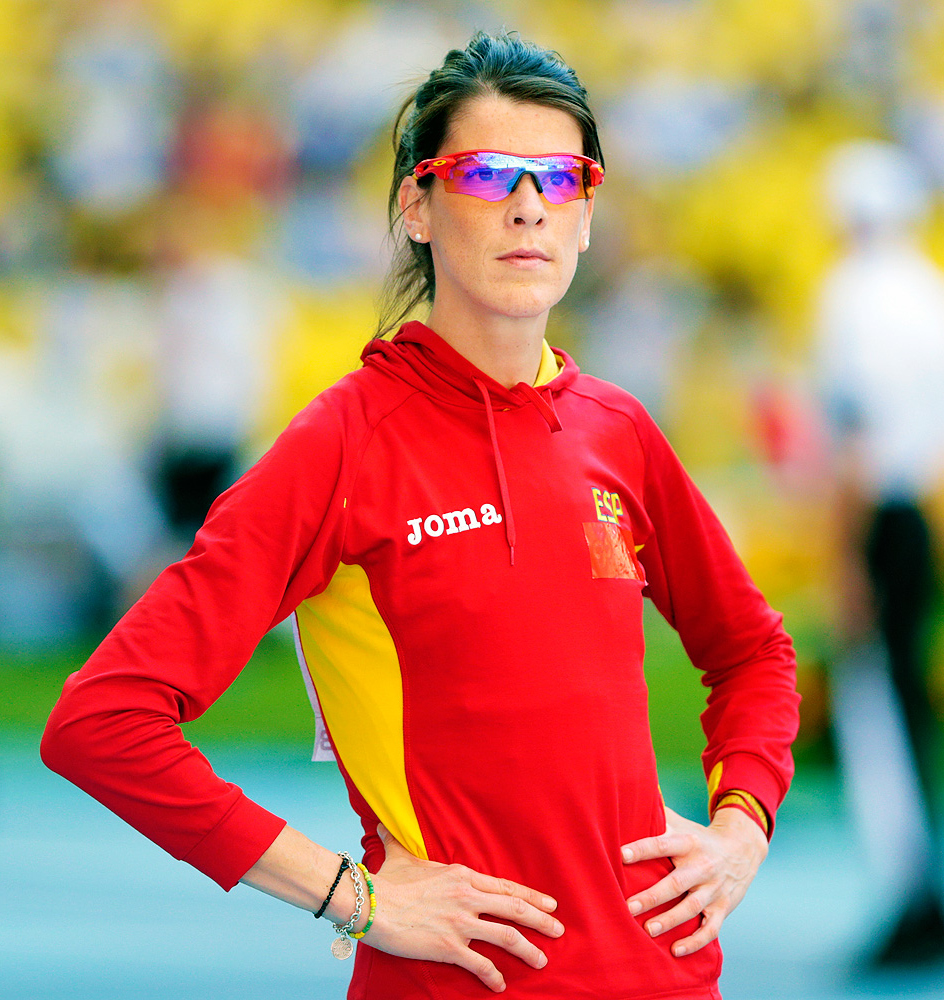
Bronzemedaillengewinnerin Ruth Beitia

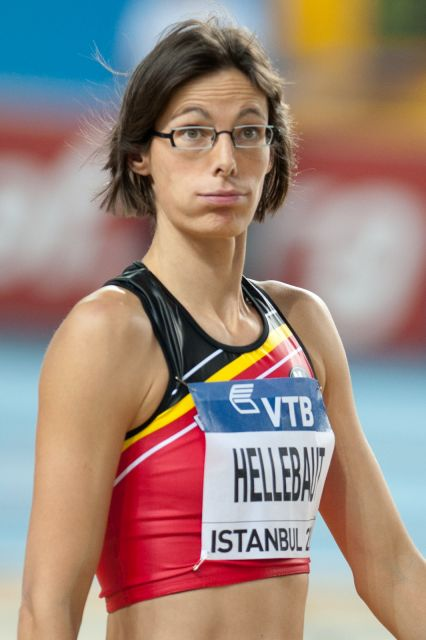
Die viertplatzierte Tia Hellebaut
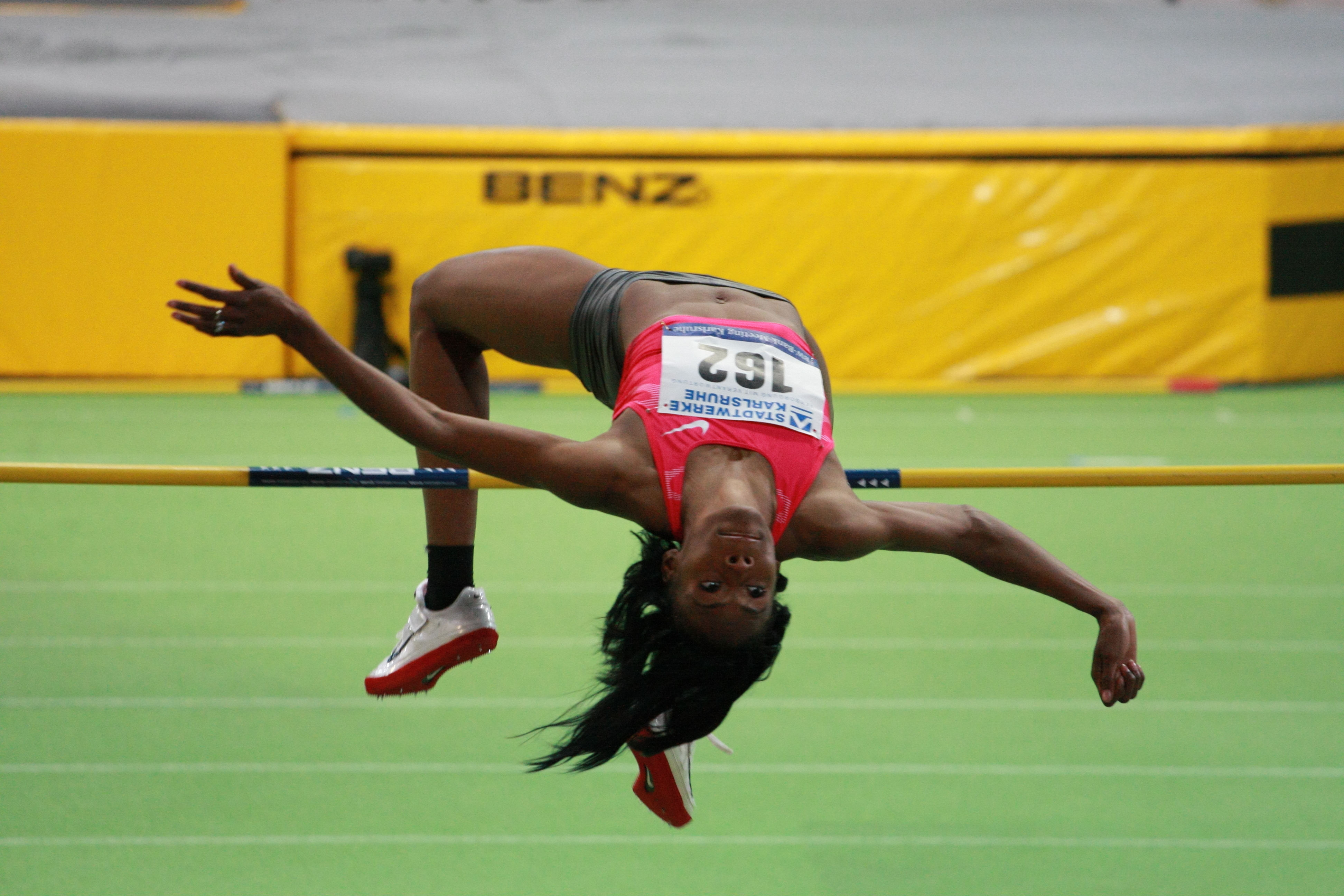
Chaunte Lowe wurde Olympiafünfte
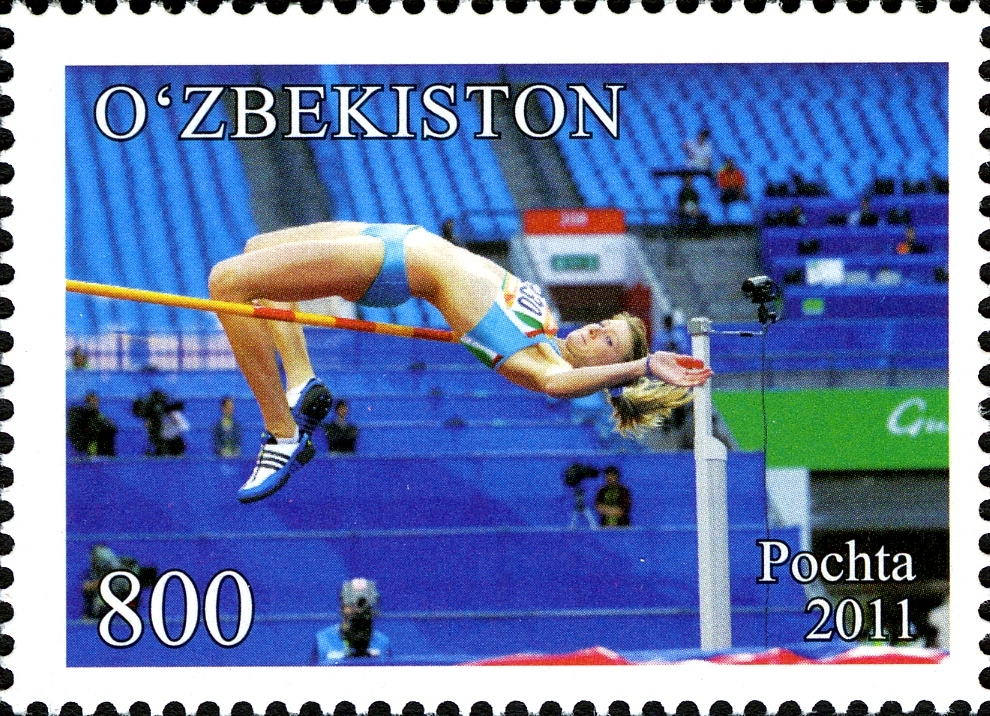
Svetlana Radzivil – Rang sechs
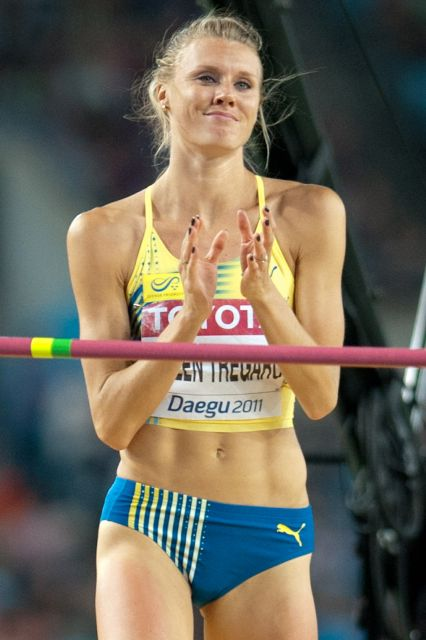
Emma Green erreichte den siebten Platz
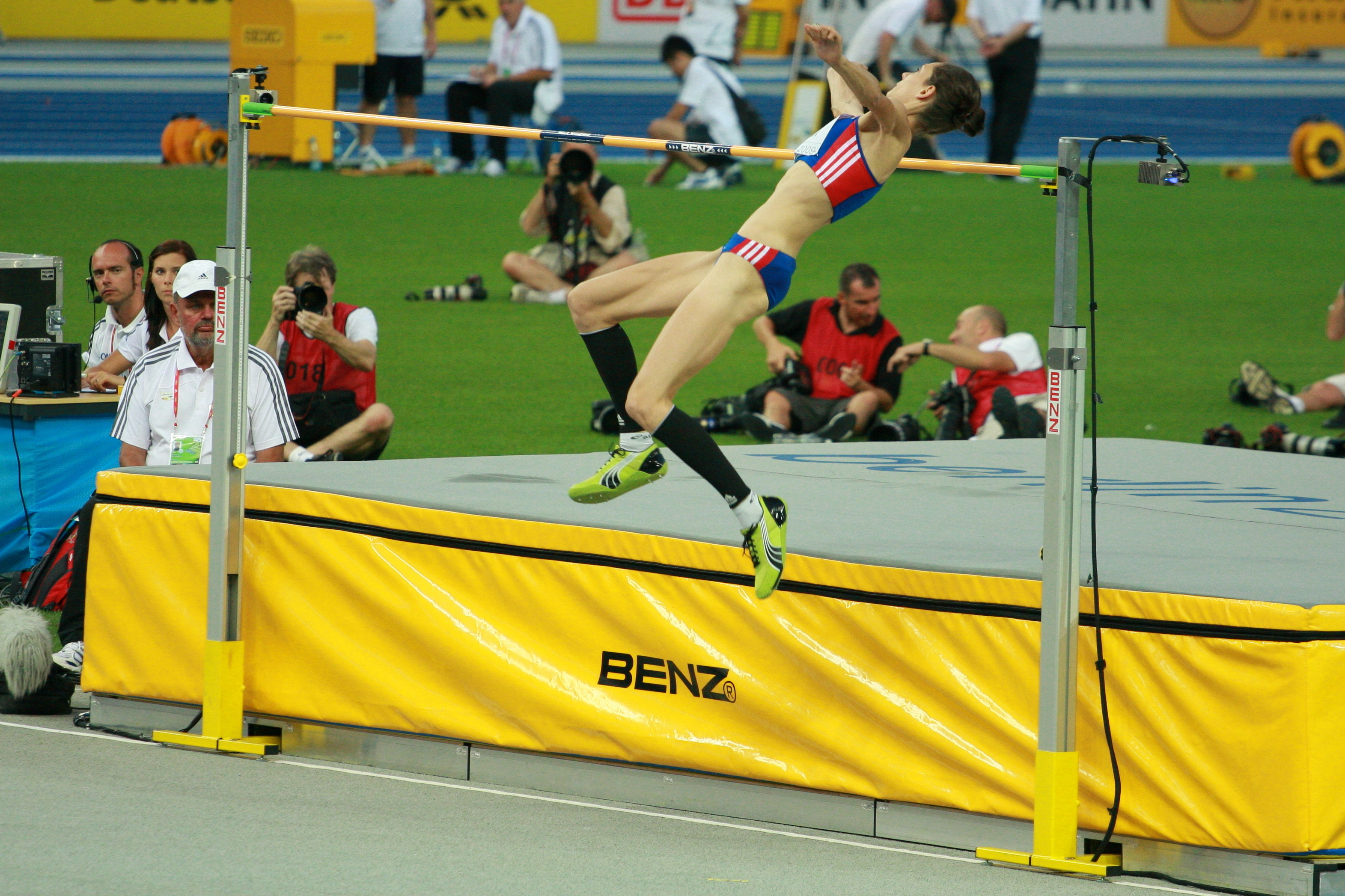
Melanie Melfort kam auf Rang acht
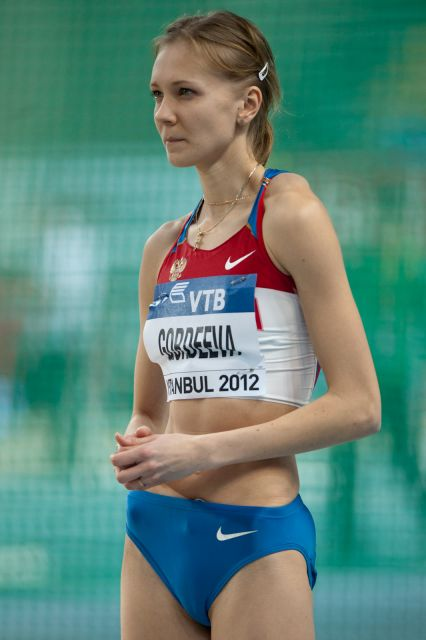
Die Olympianeunte Irina Gordejewa
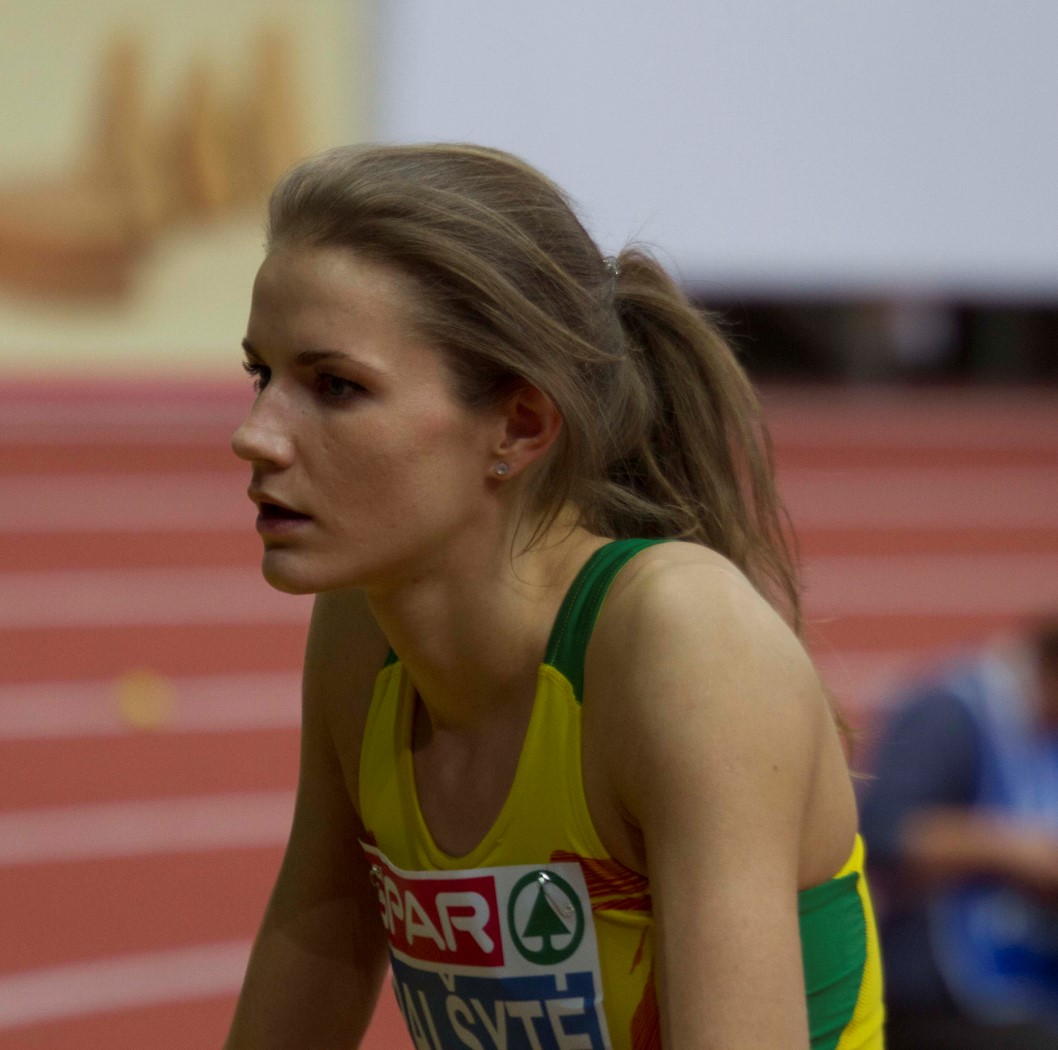
Airinė Palšytė belegte Platz zehn
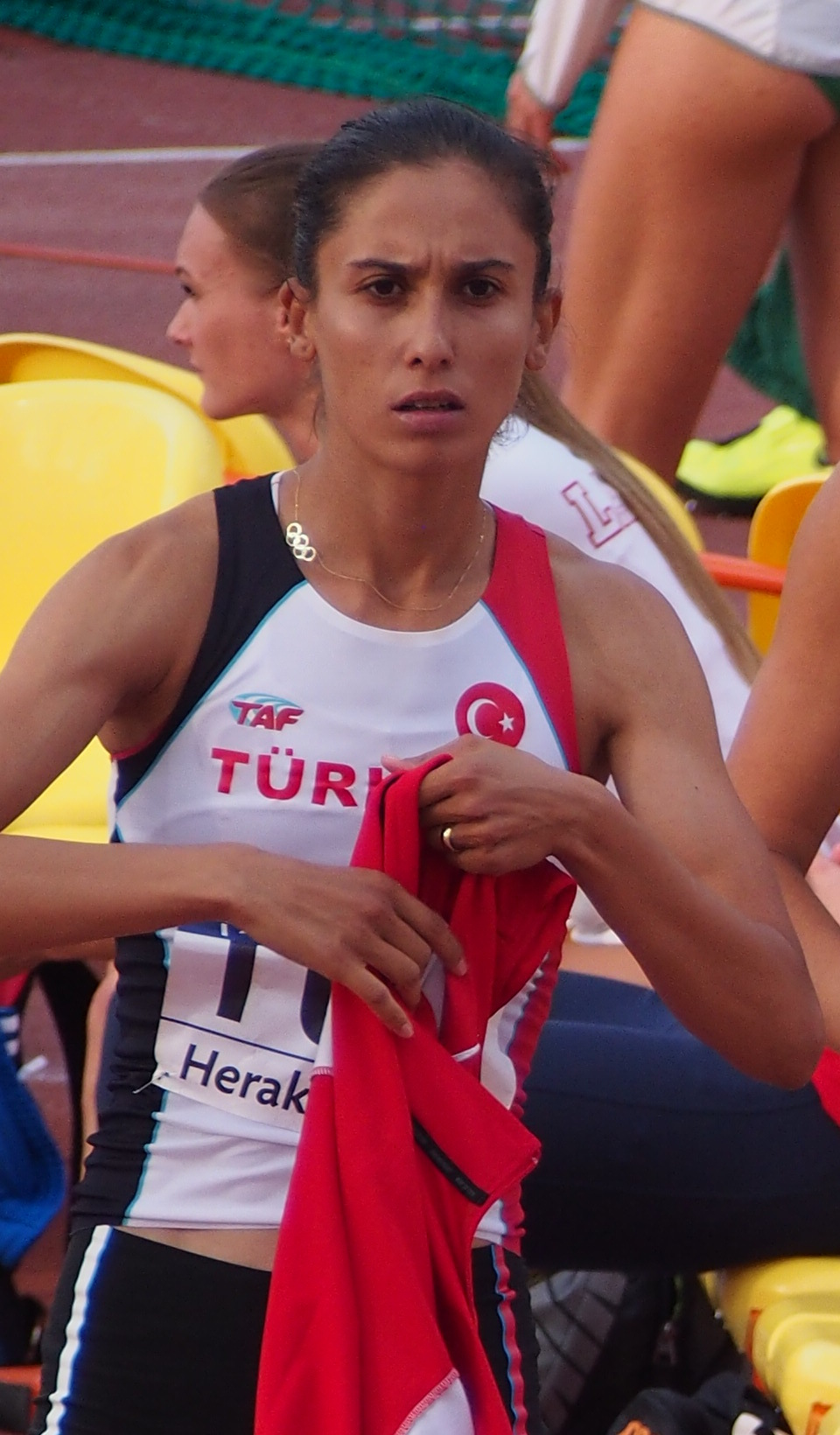
Burcu Ayhan (spätere Burcu Yüksel) – Rang elf
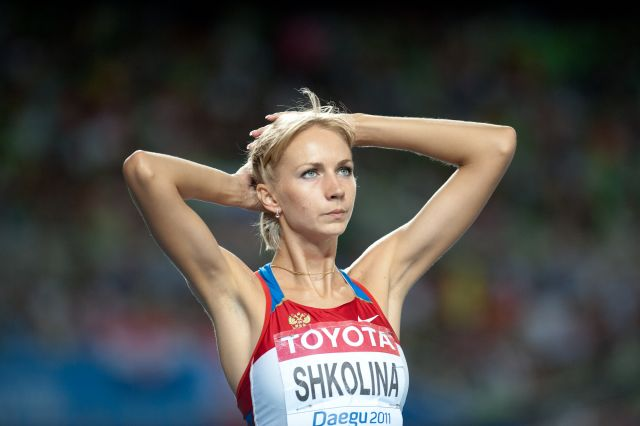
Swetlana Schkolina – gedopt und disqualifiziert

## Videolinks
- Women's High Jump Qualifying Highlights - London 2012 Olympics, youtube.com, abgerufen am 19. April 2022
- Anna Chicherova Wins Women's High Jump Gold - London 2012 Olympics, youtube.com, abgerufen am 19. April 2022